# Cleora pascuaria
Cleora pascuaria är en fjärilsart som beskrevs av Nikolaus Joseph Brahm 1791. Cleora pascuaria ingår i släktet Cleora och familjen mätare. Inga underarter finns listade i Catalogue of Life.